# Gunung Tua Baru
Gunung Tua Baru is een bestuurslaag in het regentschap Padang Lawas Utara van de provincie Noord-Sumatra, Indonesië. Gunung Tua Baru telt 400 inwoners (volkstelling 2010).